# انفجاری ملازی بی‌واک
انسدادی ملازی بی‌واک یا انفجاری ملازی بی‌واک یک صامت است که در گفتار برخی از زبان‌های جهان به کار می‌رود. نماد این همخوان در الفبای آوانگاری بین‌المللی ⟨q⟩  است. این صدا به صورت واج در فارسی دری افغانستان وجود دارد و با «ق» نشان داده می‌شود.
به طور کلی این واج در فارسی ایرانی از میان رفته است و با واج «غ» ادغام شده است اما هنوز در برخی لهجه‌های آن مانند یزدی، کرمانی و بوشهری برجای مانده است.